# Zapasy na Igrzyskach Panamerykańskich 1967
Turniej w ramach Igrzysk w Winnipeg 1967 

## Tabela medalowa
|   | Państwo           |   |   |   | Razem: |
| - | ----------------- | - | - | - | ------ |
| 1 | Stany Zjednoczone | 8 | 0 | 0 | 8      |
| 2 | Kanada            | 0 | 2 | 1 | 3      |
| 2 | Meksyk            | 0 | 2 | 1 | 3      |
| 4 | Kuba              | 0 | 1 | 4 | 5      |
| 5 | Panama            | 0 | 1 | 1 | 2      |
| 5 | Argentyna         | 0 | 1 | 1 | 2      |
| 7 | Wenezuela         | 0 | 1 | 0 | 1      |
|   | razem:            | 8 | 8 | 8 | 24     |

## Wyniki

### W stylu wolnym
| Waga   | złoty          | srebrny            | brązowy             |
| ------ | -------------- | ------------------ | ------------------- |
| 52 kg  | Richard Sofman | Wanelge Castillo   | Florentino Martínez |
| 57 kg  | Rick Sanders   | Moisés López       | José Ramos          |
| 63 kg  | Michael Young  | Roberto Vallejo    | Francisco Ramos     |
| 70 kg  | Joe Bell       | Ray Lougheed       | Severino Aguillar   |
| 78 kg  | Patrick Kelly  | Alejandro Guevara  | Nick Schori         |
| 87 kg  | Wayne Baughman | Julio Graffigna    | Castor Gomez        |
| 97 kg  | Harry Houska   | Juan O.Caballero   | Daniel Verník       |
| +97 kg | Larry Kristoff | Robert O.Chamberot | Javier Campos       |